# Висоцька сільська територіальна громада
Висоцька сільська територіальна громада — територіальна громада в Україні, в Сарненському районі Рівненської області. Адміністративний центр — село Висоцьк.
Площа громади — 240,46 км², населення — 4504 мешканці (2018).
Утворена 26 квітня 2016 року шляхом об'єднання Висоцької і Людинської сільських рад Дубровицького району.

## Населені пункти
До складу громади входять 10 сіл: Бродець, Вербівка, Висоцьк, Городище, Золоте, Людинь, Партизанське, Рудня, Тумень та Хилін.

## Історія
Відповідно до Закону України «Про добровільне об'єднання територіальних громад» у Рівненській області у Дубровицькому районі Висоцька і Людинська сільські ради рішеннями від 21 і 26 квітня 2016 року об'єдналися у Висоцьку сільську територіальну громаду.
16 серпня 2016 року виключено з облікових даних Висоцьку і Людинську сільські ради та включено в облікові дані Висоцьку сільську раду Висоцької сільської територіальної громади.